# Dany Gelinas
Dany Gelinas, kanadsko-francoski hokejist in hokejski trener, * 22. maj 1966, Kanada.
Gelinas je v hokejski karieri igral za francoske klube Valenciennes HC, Cherbourg HC, Dauphins d'Épinal in Nantes HC. Trenersko kariero je začel kot pomočnik trenerja v francoski mladinski reprezentanci v sezoni 2004/05, za sezono 2005/06 pa je napredoval do glavnega trenerja. Ob tem je med sezonama 2005/06 in 2007/08 vodil tudi klub HC Ajoie v švicarski 2. ligi, v prvem delu sezone 2008/09 klub Lausanne HC, v drugem delu sezone pa je zamenjal Randyja Edmondsa na mestu trenerja kluba HDD Tilia Olimpija, s katerega pa je sredi naslednje sezone 2009/10 odstopil, nadomestil ga je Hannu Järvenpää. Ob tem je od sezone 2008/09 bil pomočnik selektorja Johna Harringtona v slovenski reprezentance, od sezone 2009/10 pa je bil tudi selektor slovenske mladinske reprezentance. Od sezone 2010/11 do sezone 2012/2013 je vodil klub EHC Basel v švicarski 2. ligi.

## Pregled kariere

### Trenerska kariera
- Francoska mladinska reprezentanca, 2004/05 (pomočnik)
- HC Ajoie, 2005/06 - 2007/08
- Francoska mladinska reprezentanca, 2005/06
- Lausanne HC, 2008/09
- Slovenska hokejska reprezentanca, 2008/09(pomočnik)
- HDD Tilia Olimpija, 2008/09 - 2009/10
- Slovenska mladinska reprezentanca, 2009/10
- EHC Basel, 2010/11-2012/2013